# Jarque
For thị trấn ở tỉnh của Tây Ban Nha, xem Jarque de la Val
Jarque là một đô thị ở tỉnh Zaragoza, Aragon, Tây Ban Nha. Theo điều tra dân số 2004 của Viện thống kê Tây Ban Nha (INE), đô thị này có dân số là 556 người. Diện tích đô thị này là 43 ki-lô-mét vuông.

## Biến động dân số
| 1991 |  | 1996 |  | 2001 |  | 2004 |
| ---- |  | ---- |  | ---- |  | ---- |
| 616  |  | 591  |  | 541  |  | 556  |